# Testamento vital
El término testamento vital, documento de voluntad vital anticipada (VVA) o de instrucciones previas se refiere al documento escrito por el que un ciudadano manifiesta anticipadamente su voluntad -con objeto de que ésta se cumpla en el momento que no sea capaz de expresarse personalmente- sobre los cuidados y el tratamiento de su salud o, una vez llegado el fallecimiento, sobre el destino de su cuerpo o de sus órganos. Su aplicación se entiende en previsión de que dicha persona no estuviese consciente o con facultades suficientes para una correcta comunicación.
Para que sea siempre efectivo, este documento deberá incorporarse al Registro de instrucciones previas correspondiente y a la historia clínica del paciente tanto para facilitar su acceso por los profesionales médicos como para que se pueda efectuar su revocación o modificación.

## Origen del testamento vital
El origen del testamento vital -living will en inglés- se atribuye a Luis Kutner, abogado de Chicago y cofundador de Amnistía Internacional en 1961, quien desde el año 1967 defiende su implantación y publica en 1969 en el Indiana Law Journal un modelo de documento para expresar voluntades relativas a tratamientos médicos en caso de enfermedad terminal.
La figura del living will en la doctrina jurídica norteamericana remite a las instrucciones dadas en relación con el final de la vida. A este documento se le unirá el durable power of attorney, mediante el que se nombra a un representante para que tome decisiones de acuerdo con los deseos del paciente. Ambos tipos de documentos se incluyen en las denominadas Advances Health Care Directives  que son el equivalente a las voluntades anticipadas o instrucciones previas.
Aunque se ha extendido el uso del testamento vital no se considera acertado la inclusión del término testamento, jurídicamente es más adecuado hablar de documento de instrucciones previas o voluntades anticipadas en relación con el derecho a la autonomía del paciente afectado por un proceso en fase terminal y en consideración a una muerte digna.

## Descripción del testamento vital
El testamento vital es un documento con indicaciones anticipadas que realiza una persona en situación de lucidez mental para que sea tenido en cuenta cuando, a causa de una enfermedad u otro evento -y encontrándose en una condición física o mental incurable o irreversible y sin expectativas de curación-, ya no le sea posible expresar su voluntad. La persona que realiza el testamento define cómo quiere se produzca su muerte si se dieran unas deternimadas circunstancias. En este sentido puede decirse que define lo que para ella es una muerte digna en un contexto de final de la vida.
Los médicos y los familiares de los pacientes deben consultarlo en caso de que el paciente sea incapaz de expresar sus propios deseos. El testamento vital ayuda a los familiares y también a los profesionales sanitarios a determinar las mejores decisiones para un paciente, ante situaciones clínicas en las que éste no puede expresar su voluntad.
La mayoría de los modelos incluyen el nombramiento de un representante que servirá como interlocutor suyo con el médico o el equipo sanitario para procurar el cumplimiento de las instrucciones previas. Por tanto, la existencia del documento evita la amplitud de interpretaciones que pudieran darse tanto por los profesionales médicos como los familiares y hace valer la posición única del signatario. También incluye otros aspectos postmortuorios, como la donación de órganos, algunas condiciones para el funeral o si desea ser sepultado o incinerado, etc.

## El testamento vital en España
El testamento vital o más exactamente el documento de instrucciones previas constituye un hito en el desarrollo de la autonomía del paciente. En España ha adquirido estatus legal con la publicación de la Ley 41/2002. La Ley regula los registros de carácter público denominados registros de instrucciones previas (término legal sinónimo y equivalente a testamentos vitales o documentos de voluntades anticipadas) en todas las comunidades autónomas y un Registro nacional. Las Comunidades autónomas han publicado las respectivas normativas y ofrecen información y en numerosos casos modelos que siempre pueden ser modificados por los signatarios. En 2013 en España el número de testamentos vitales formalizados alcanzaba la cifra de 150 000. En abril de 2018 los testamentos vitales realizados en España eran de 254 181, una cifra que aumenta gracias a los mecanismos que las propias comunidades autónomas publican y a las herramientas que empresas tecnológicas desarrollan para toda la ciudadanía.
Estas cifras, sobre un censo de más de 46 millones de españoles, «pone de manifiesto en primer lugar una ausencia de cultura sobre las instrucciones previas en España dada su escasa aplicación, unido a un problema de eficacia de la norma como consecuencia de una hiperlegislación que ha generado una mayor tramitación administrativa que en realidad obstaculiza la eficacia de la propia Ley».
En el siguiente gráfico se muestra la evolución del número de inscripciones en el Registro Nacional de Instrucciones Previas (RNIP) desde la sincronización completa de los Registros Autonómicos, que se concluyó en diciembre de 2012.

LEY 41/2002, de 14 de noviembre, básica reguladora de la autonomía del paciente y de derechos y obligaciones en materia de información y documentación clínica BOE de 15 de noviembre de 2002
Artículo 11. Instrucciones previas
1. Por el documento de instrucciones previas, una persona mayor de edad, capaz y libre, manifiesta anticipadamente su voluntad, con objeto de que ésta se cumpla en el momento en que llegue a situaciones en cuyas circunstancias no sea capaz de expresarlos personalmente,
sobre los cuidados y el tratamiento de su salud o, una vez llegado el fallecimiento, sobre el destino de su cuerpo o de los órganos del mismo. El otorgante del documento puede designar, además, un representante para que, llegado el caso, sirva como interlocutor suyo con el médico o el equipo sanitario para procurar el cumplimiento de las instrucciones previas.
2. Cada servicio de salud regulará el procedimiento adecuado para que, llegado el caso, se garantice el cumplimiento de las instrucciones previas de cada persona, que deberán constar siempre por escrito.
3. No serán aplicadas las instrucciones previas contrarias al ordenamiento jurídico, a la «lex artis», ni las que no se correspondan con el supuesto de hecho que el interesado haya previsto en el momento de manifestarlas. En la historia clínica del paciente quedará constancia razonada de las anotaciones relacionadas con estas previsiones.
4. Las instrucciones previas podrán revocarse libremente en cualquier momento dejando constancia por escrito.

5. Con el fin de asegurar la eficacia en todo el territorio nacional de las instrucciones previas manifestadas por los pacientes y formalizadas de acuerdo con lo dispuesto en la legislación de las respectivas Comunidades Autónomas, se creará en el Ministerio de Sanidad y Consumo el Registro nacional de instrucciones previas que se regirá por las normas que reglamentariamente se determinen, previo acuerdo del Consejo Interterritorial del Sistema Nacional de Salud.

### Modelo de la Generalidad de Cataluña
El modelo siguiente corresponde al Departamento de Salud de la Generalidad de Cataluña y es sustancialmente idéntico al de otras muchas comunidades autónomas españolas. Habitualmente hay tres formas de llevarlo a cabo, mediante notario, ante tres testigos o ante los funcionarios responsables de la correspondiente comunidad autónoma.
Conforme a la ley vigente en Cataluña, el documento puede firmarse ante notario o ante tres testigos.

Manifestación de Voluntades sobre el final de mi propia vida.

Yo _________, con DNI _____, mayor de edad, con domicilio en: __________, en plenitud de mis facultades mentales, libremente y tras una dilatada meditación,
EXPONGO: Que en el supuesto de encontrarme en unas condiciones en las que no pueda decidir sobre mi atención médica, a raíz de mi deterioro físico o mental, por encontrarme en uno de los estados clínicos enumerados en el punto D de este documento, y si dos médicos autónomos coinciden en que mi fase es irreversible, mi voluntad incuestionable es la siguiente:
A) Que no se dilate mi vida por medios artificiales, tales como técnicas de soporte vital, fluidos intravenosos, medicamentos o suministro artificial.
B) Que se me suministren los fármacos necesarios para paliar al máximo mi malestar, sufrimiento psíquico y dolor físico causados por la enfermedad o por falta de fluidos o alimentación, aun en el caso de que puedan acortar mi vida.
C) Que, si me hallo en un estado particularmente deteriorado, se me administren los fármacos necesarios para acabar definitivamente, y de forma rápida e indolora, con los padecimientos expresados en el punto B de este documento.
D) Los estados clínicos a los que hago mención más arriba son:
- Daño cerebral severo e irreversible.
- Tumor maligno diseminado en fase avanzada.
- Enfermedad degenerativa del sistema nervioso o del sistema muscular en fase avanzada, con importante limitación de mi movilidad y falta de respuesta positiva al tratamiento específico si lo hubiere.
- Demencias preseniles, seniles o similares.
- Enfermedades o situaciones de gravedad comparable a las anteriores.

E) Designación de un representante para que vigile el documento de las instrucciones sobre el final de mi vida expresadas en este documento, y tome las decisiones necesarias para tal fin.
F) Manifiesto, asimismo, que libero a los médicos que me atiendan de toda responsabilidad civil y penal que pueda derivarse por llevar a cabo los términos de esta declaración.
G) Me reservo el derecho de revocar esta declaración en cualquier momento, en forma oral o escrita.
Fecha _____ nombro Representante a  _________________
Para que así conste firmamos el presente testamento vital en _____

Firmado: ______

### Modelo de la Asociación Federal Derecho a Morir Dignamente
El texto del mismo es el siguiente:

Yo _______________________con D.N.I. _________ Mayor de edad, con domicilio en ________

En plenitud de mis facultades, libremente y tras una adecuada reflexión, declaro:
Que no deseo para mí una vida dependiente en la que necesite la ayuda de otras personas para realizar las “actividades básicas de la vida diaria”, tales como bañarme, vestirme, usar el servicio, caminar y alimentarme.
Que si llego a una situación en la que no sea capaz de expresarme personalmente sobre los cuidados y el tratamiento de mi salud a consecuencia de un padecimiento (tales como daño cerebral, demencias, tumores, enfermedades crónicas o degenerativas, estados vegetativos, accidentes cerebrovasculares o cualquier otro padecimiento grave e irreversible) que me haga dependiente de los demás de forma irreversible y me impida manifestar mi voluntad clara e inequívoca de no vivir en esas circunstancias, para poder morir con dignidad, mis instrucciones previas son las siguientes:
1. Limitación del esfuerzo terapéutico: no deseo que se prolongue mi vida por medios artificiales, tales como técnicas de soporte vital, fluidos intravenosos, fármacos (incluidos los antibióticos) o alimentación artificial (sonda nasogástrica).
2. Cuidados paliativos: solicito unos cuidados adecuados al final de la vida, que se me administren los fármacos que palíen mi sufrimiento, especialmente –aun en el caso de que pueda acortar mi vida- la sedación terminal, y se me permita morir en paz.
3. Si para entonces la legislación regula el derecho a morir con dignidad mediante eutanasia activa, es mi voluntad evitar todo tipo de sufrimiento y morir de forma rápida e indolora de acuerdo con la lex artis ad hoc.

De acuerdo con la Ley designo como Representante a __ / Tres testigos (en su caso) __ Firmas de todos ellos y el signatario

### Modelo de la Conferencia Episcopal Española
A mi familia, a mi médico, a mi sacerdote, a mi notario:
Si me llega el momento en que no pueda expresar mi voluntad acerca de los tratamientos médicos que se me vayan a aplicar, deseo y pido que esta Declaración sea considerada como expresión formal de mi voluntad, asumida de forma consciente, responsable y libre, y que sea respetada como si se tratara de un testamento.
Considero que la vida en este mundo es un don y una bendición de Dios, pero no es el valor supremo absoluto. Sé que la muerte es inevitable y pone fin a mi existencia terrena, pero desde la fe creo que me abre el camino a la vida que no se acaba, junto a Dios.
Por ello, yo, el que suscribe________________________________
pido que si por mi enfermedad llegara a estar en situación crítica irrecuperable, no se me mantenga en vida por medio de tratamientos desproporcionados o extraordinarios; que no se me aplique la eutanasia activa, ni que se me prolongue abusiva e irracionalmente mi proceso de muerte; que se me administren los tratamientos adecuados para paliar los sufrimientos.
Pido igualmente ayuda para asumir cristiana y humanamente mi propia muerte. Deseo poder prepararme para este acontecimiento final de mi existencia, en paz, con la compañía de mis seres queridos y el consuelo de mi fe cristiana.
Suscribo esta Declaración después de una madura reflexión. Y pido que los que tengáis que cuidarme respetéis mi voluntad. Soy consciente de que os pido una grave y difícil responsabilidad. Precisamente para compartirla con vosotros y para atenuaros cualquier posible sentimiento de culpa, he redactado y firmo esta declaración. Firma: ___________ Fecha: ________

### Testamento vital a la carta en Andalucía
En mayo de 2013 la Consejera de Salud de Andalucía, María Jesús Montero Cuadrado, anunció la instauración de la Planificación Anticipada de Decisiones, un documento similar al testamento vital pero personalizado en el que los profesionales médicos anotarán los deseos y preferencias que cada paciente quiere que se tengan en cuenta en los momentos finales de su vida.

### Instrucciones posteriores al fallecimiento
En el apartado 1 del artículo 11 de la Ley 41/2002 se indica que pueden incluirse instrucciones relativas al destino de su cuerpo o de los órganos del mismo una vez llegado el fallecimiento. En este sentido puede expresarse si se hace o no donación para trasplantes de órganos y si lo es de alguno o todos. Además puede indicarse el destino del cuerpo, su donación o el deseo de enterramiento o incineración. También puede mencionarse qué rito o ausencia de rito religioso se desea. Puede indicarse asimismo el esquema de valores o proyecto de vida que permita una mejor interpretación del documento.

### Instrucciones alegales en el testamento vital
Podría darse el caso de que quien formaliza el documento incluya uno o varios deseos que pudieran considerarse contrarios a la legislación. En este sentido, por ejemplo, la legislación española señala en el apartado 3 del artículo 11 de la Ley 41/2002 que no serán aplicadas las instrucciones previas contrarias al ordenamiento jurídico, a la «lex artis», ni las que no se correspondan con el supuesto de hecho que el interesado haya previsto en el momento de manifestarlas.
Aunque la Ley 41/2002 indica que el testamento vital no debe contravenir las disposiciones legales, se entiende que, otorgado en consideración a la muerte, pueden expresarse deseos que, contrarios a la ley vigente, pudieran no serlo en el momento del final de la vida. Así, el modelo de la Asociación Federal Derecho a morir Dignamente recoge en su punto tercero que Si para entonces la legislación regula el derecho a morir con dignidad mediante eutanasia activa, es mi voluntad evitar todo tipo de sufrimiento y morir de forma rápida e indolora de acuerdo con la 'lex artis ad hoc', es decir, se hace mención expresa al derecho a morir mediante la eutanasia activa, por si esta fuera legal en el momento del fallecimiento.

## El testamento vital en México
El Distrito Federal fue una de las primeras entidades en México en legislar sobre este tema.
La Ley De Voluntad Anticipada Para El Distrito Federal fue avalada y publicada en la Gaceta Oficial del Distrito Federal (en el mismo D.F.) el 7 de enero del 2008. Dicha ley tiene por objeto establecer y regular las normas, requisitos y formas para el otorgamiento de la voluntad de cualquier persona con capacidad de ejercicio, respecto a la negativa a someterse a medios, tratamientos o procedimientos médicos que pretendan prolongar de manera innecesaria su vida, protegiendo en todo momento la dignidad de la persona, cuando por razones médicas, fortuitas o de fuerza mayor, sea imposible mantener su vida de manera natural.
Para ello mediante un Documento suscrito ante Notario Público o por formato que expide la Secretaría de Salud del Distrito Federal, una persona apta (en pleno uso de sus derechos y facultades mentales) expresa su voluntad acerca de las atenciones médicas que desea recibir en caso de padecer una enfermedad irreversible y que, encontrándose en la etapa terminal, le haya conducido a un estado en el que le sea imposible expresarse por sí misma.
Considerando como enfermo terminal:

"...paciente con diagnóstico sustentado en datos objetivos, de una enfermedad incurable, progresiva y mortal a corto o mediano plazo; con escasa o nula respuesta a tratamiento específico disponible y pronóstico de vida inferior a seis meses."
Artículo 3, Inciso VI, Ley de Voluntad Anticipada

Es importante que dicho documento se encuentre anexado en el expediente clínico del paciente para que de esta manera los profesionales de la salud estén enterados de dicha voluntad y así respetarla.
Dentro de este, el formato debe incluir un documento de Instrucciones de Cuidados Paliativos previamente autorizado por la Secretaría, suscrito por el enfermo terminal, ante el personal de salud correspondiente y dos testigos, en el que se manifiesta la voluntad de seguir con tratamientos que pretendan alargar la vida o bien la suspensión del tratamiento curativo y el inicio de la atención en cuidados paliativos, preservando en todo momento la dignidad de la persona.
Hasta enero de 2013 en el Distrito Federal alrededor de 2000 personas han signado este documento. Esta baja cifra podría tener su explicación en la falta de conocimiento de la ley, aunado a que se suele confundir este procedimiento con la Eutanasia, cuando en realidad se trata de Ortotanasia, sumado a la falta de cultura de previsión ante la posibilidad de que dicha situación terminal se produzca.

## Aspectos bioéticos del testamento vital
Existen puntos de vista distintos sobre el contenido expreso que puede recoger el testamento vital. El documento se caracteriza por ser un documento personal, por lo que su contenido depende del firmante. Solamente la legalidad del país donde se aplique puede limitar dicho contenido o en todo caso su aplicación si el contenido fuese contrario a la legalidad vigente. Así, los grupos o asociaciones que defienden el derecho a una muerte digna suelen recoger en sus modelos de testamentos vitales aspectos que pueden ser legales o alegales según el país. Debe tenerse en cuenta que en algunos países -Bélgica, Holanda, Luxemburgo- la eutanasia y el suicidio asistido son legales.
Así, en el modelo de la asociación Derecho a Morir Dignamente se expresa literalmente Si para entonces la legislación regula el derecho a morir con dignidad mediante eutanasia activa, es mi voluntad morir de forma rápida e indolora de acuerdo con la lex artis ad hoc. En cuanto a los tratamientos se considera voluntad del paciente si quiere que se le apliquen las técnicas de soporte vital, respiración asistida o que se evite el ensañamiento terapéutico.
Desde posiciones religiosas, los contenidos del testamento vital tienen limitaciones que los creyentes deben considerar y que en parte vienen recogidas en el modelo de la Conferencia Episcopal Española que, por ejemplo, rechaza explícitamente la eutanasia activa:
- 1. No se deberá disponer de ningún procedimiento para acelerar la muerte de modo directo o intencionado. Así, se tendrá que evitar toda forma de eutanasia o auxilio al suicidio.[31] Se deberá tener claro que la renuncia a ciertos tratamientos no necesariamente equivale al suicidio o a la eutanasia. Es importante distinguir la intencionalidad propia de una omisión que busca directamente la muerte, de aquella que supone la aceptación del fin de la vida natural.[32]
- 2. Se deberán evitar también los medios desproporcionados o fútiles, que en determinados casos podrían derivar en ensañamiento terapéutico, atormentando innecesariamente al enfermo.[32]
- 3. No se deberá renunciar a los medios ordinarios y proporcionados que se dirijan a dar al enfermo un sustento vital básico, consuelo físico y psicológico.[33] Se puede afirmar que en principio pueden considerarse irrenunciables la alimentación e hidratación del enfermo, la ayuda a la respiración, y todos los cuidados mínimos de sustento vital. Estos cuidados están destinados a la digna supervivencia, y no a la curación, por lo tanto no son un medio para prolongar la vida, sino una forma humana y digna de respetar a la persona permitiendo que el paciente muera a causa de su enfermedad y no por inanición o deshidratación.[34][35][36]